# Cyonarctos
Cyonarctos — викопний рід ссавців з родини ведмедевих. Рід містить один відомий вид: Cyonarctos dessei. Викопні рештки знайдено у Франції в олігоценових шарах.